# Indianterritoriet
Indianterritoriet (engelska: Indian Territory) var ett territorium i södra USA som var avsatt för indianer, särskilt de som förflyttades enligt Indian Removal Act. Territoriet hade sina rötter i Royal Proclamation of 1763, och fick sina gränser fastslagna vid Indian Intercourse Act 1834. Territoriet uppgick den 16 november 1907 i den amerikanska delstaten Oklahoma.
Fem stammar (De fem civiliserade nationerna) grundade huvudstäder:
- Cherokeser Nation – Tahlequah
- Chickasawer Nation – Tishomingo
- Choctawer Nation – Tuskahoma (flyttade senare till Durant)
- Creeker Nation – Okmulgee
- Seminoler Nation – Wewoka

I området fanns det militära fort för att skydda cowboys då det gick tre boskapsleder: Great Western Cattle Trail (från Bandera nordväst om San Antonio, Texas till Dodge City, Kansas); Chisholm Trail (från Bandera nordväst om San Antonio till Abilene, Kansas) och Shawnee trail (från Austin i Texas till Baxter Springs i sydöstra Kansas). De skyddade också tåget som gick mellan Dallas och Kansas City genom området. Den gick sen vidare till Saint Louis. Linjen togs i bruk 1872.
De sista indianterritorierna i det som skulle bli delstaten Oklahoma öppnades för nybyggarnas kolonisering i sju olika landrusningar (Oklahoma Land Run) mellan 1889 och 1893. Därmed sålde indianerna stora delar av sitt land till USA.